# San Lorenzo da Brindisi
San Lorenzo da Brindisi ou Igreja de São Lourenço de Brindisi era uma igreja de Roma, Itália, localizada no rione Ludovisi, na via Sicilia, desconsagrada em 1968. Era dedicada a São Lourenço de Brindisi.

## História
Esta igreja foi construída em 1912 pelo arquiteto Giovan Battista Milani para os frades capuchinhos, que estabeleceram, no convento vizinho, a "cúria geral" da ordem e um seminário internacional. Em 1968, os frades abandonaram o complexo e se mudaram para Santa Maria Regina dei Minori, onde está hoje a cúria geral. O complexo foi vendido para uma sociedade imobiliária e desconsagrado. A igreja, apesar de conservar externamente seu aspecto original, foi internamente transformada numa sala de convenções.

## Arte e arquitetura
A fachada é em estilo neorromânico e está dividida em três ordens, com o portal principal emoldurado por dois pulares e um arco, cuja luneta está decorada com um baixo-relevo de Chini, "Jesus entre São Francisco e São Domingos", ao passo que no estuque da janela trifólia acima está "A Eucaristia entre pavões".
O interior segue uma planta basilical, com uma nave ladeada por dois corredores cobertos por abóbadas de cruzaria. No final da nave está uma abside quadrada que abriga duas galerias. Originalmente, este espaço ficava fechado por uma iconóstase de madeira de Fedro Guerrieri constituída por uma arquitrave assentada em colunas salomônicas. No altar-mor, de madeira, ficava a tela "São Lourenço com a Madona e o Menino", de Giorgio Soldaticz.